# 佐久間智代
佐久間 智代（さくま ともよ、4月1日 - ）は、日本の漫画家。神奈川県出身。血液型はO型。本人曰く「鬼のようなTV好き」。
作品の傾向として、妖怪や宇宙人等の人外の登場人物が多く登場する。高校生が主役の作品も多く、数作品は同じ学校が登場する。
1992年、『歴史ロマンDX』（角川書店）に掲載の『都桜』でデビュー。現在、『月刊ウィングス』『ディアプラス』『CIEL』にて連載中。

## 作品リスト
- 狂華-日野富子物語-（角川書店、あすかコミックス）
- 平家物語シリーズ（角川書店、あすかコミックスDX）
  - 月の船、星の林
  - きらめく波の飛沫
  - らせんは時を越えて
  - 風は時を奏でる
- 少年☆周波数シリーズ（角川書店、あすかコミックスCL-DX）
  - 少年☆周波数-王様の棋譜-（全6巻）
    - 少年☆周波数-王様の棋譜-完全版（エンターブレイン、B's LOG Comics、全4巻）

  - 少年☆周波数-預言者の階段-
  - 少年☆周波数-残香の失跡-
- 少年☆絶対引力（角川書店、あすかコミックスCL-DX）
- ミラクル琉一様ランド（新書館 WINGS COMICS）
- Lovely Style（新書館、ディアプラスコミックス、全4巻）
- 仮想迷宮（角川書店、あすかコミックスCL-DX）
- ラフ・ダイヤモンド（新書館、WINGS COMICS、全3巻）
- 憎みこそすれ、嫌いになれない。（あすかコミックスCL-DX）
- 星祭りの行方（新書館、WINGS COMICS、1巻 - ）
- 星霜綵絵（新書館、WINGS COMICS）
- 天使×密造（角川書店、あすかコミックスCL-DX、1 - 4巻）
- 傾国ミューズ（新書館 ディアプラスコミックス）
- 宇宙海賊みどりちゃん（新書館、WINGS COMICS、全3巻）
- フォーチュンプラネット（エンターブレイン、B's LOG Comics、1 - 2巻）
- 猫鍋（新書館、UNPOCO ESSAY COMICS）
- ナンコウ不落（芳文社、花音コミックス）